# Gaillac (region winiarski)

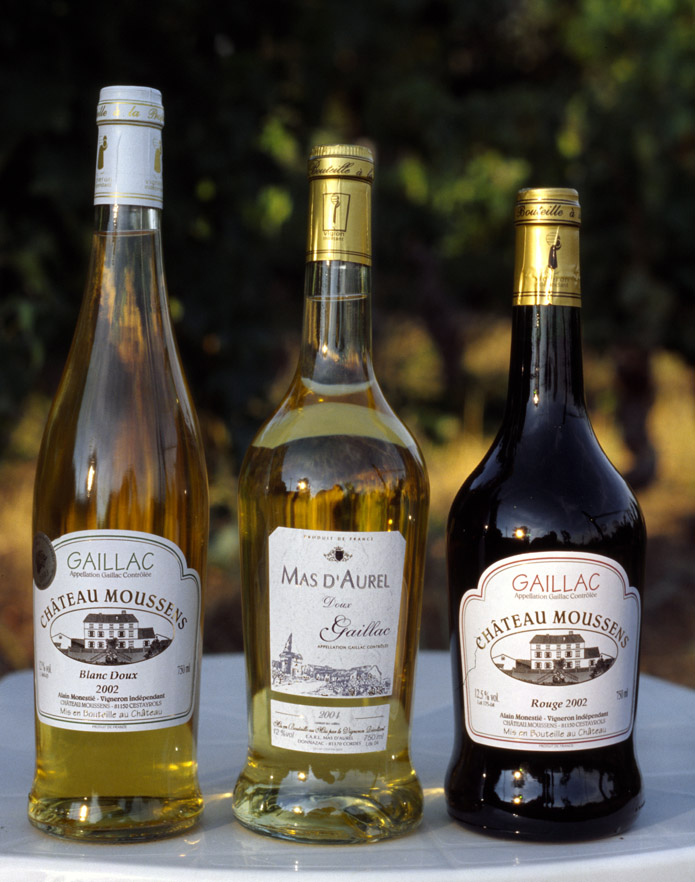
Butelka gaillacoise: W środku nowy kształt, po lewej dawny kształt butelki wina białego, po prawej - czerwonego

Region winiarski Gaillac wziął swoją nazwę od miasta Gaillac i leży w południowo-zachodniej Francji, w departamencie Tarn, około 50 km od Tuluzy. Obszar apelacji obejmuje ok. 4200 ha, a roczna produkcja win objętych apelacją sięga 20 mln butelek. Trzy czwarte produkcji stanowią wina czerwone. 17% winnic (2011) jest skategoryzowanych jako ekologiczne.

## Charakterystyka
W regionie produkuje się niemal pełne spektrum win: od wytrawnego i słodkiego wina białego, poprzez różowe aż po pełne i zdolne do starzenia wina czerwone. Długą tradycję ma także produkcja wina musującego. Różnorodność win, paradoksalnie, utrudnia ich zbyt, gdyż konsumenci nie mają jednoznacznych skojarzeń z nazwą Gaillac, w przeciwieństwie do pobliskich regionów Cahors i Madiran.

### Gaillaçoise
Tutejsze wina wyróżnia specjalny pękaty kształt butelki, tzw. gaillaçoise. Projekt opracowano w 1969 roku i butelka jest produkowana w założonej przez Jeana Jaurès'a hucie szkła Verrerie ouvrière d’Albi, przejętej później przez koncern Saint-Gobain. Ze względu na koszty (większa masa, zajmowane miejsce) tradycyjna gaillaçoise z czasem ustępowała miejsca klasycznej butelce bordoskiej. W odpowiedzi na to butelkę gaillaçoise zaprojektowano na nowo, w kompromisowej formie, smuklejszą na wino białe i niższą na czerwone. Nowe butelki pojawiły się na rynku od win rocznika 2004.

## Położenie, gleby i klimat

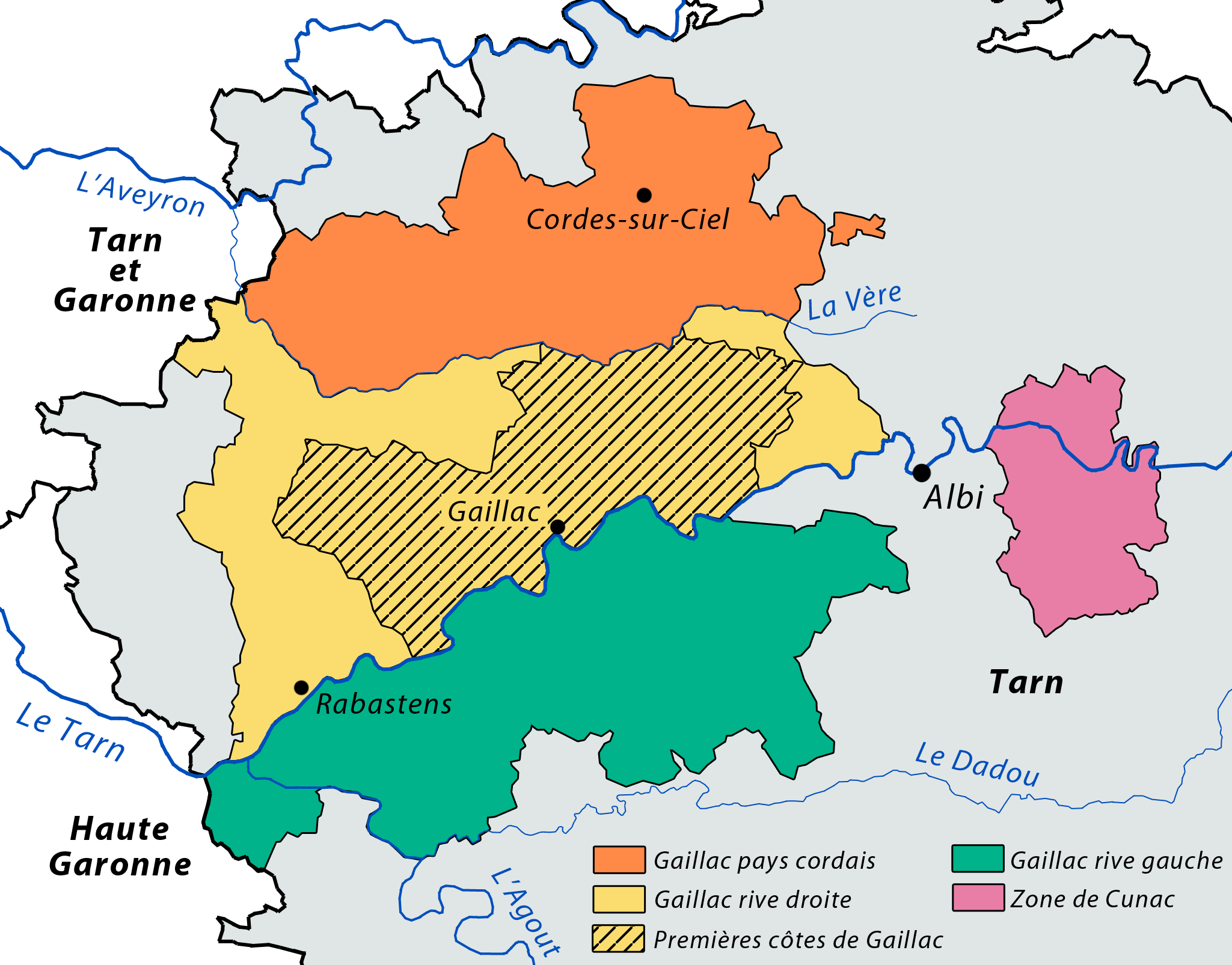
Mapa podregionów regionu Gaillac

Apelacja Gaillac leży na wschodnim skraju Basenu Akwitańskiego. Położone na północny wschód od Gaillac i sięgające 500 m n.p.m. wzgórza Grésigne ograniczają, przede wszystkim latem, dopływ powietrza znad Atlantyku. Poważną przeszkodę dla powietrza śródziemnomorskiego stanowi natomiast masyw Montagne Noire, wysoki na ponad 1000 m. Z tych względów Gaillac ma specyficzny mikroklimat o cechach kontynentalnych. Lato jest gorące i suche, a pora deszczowa przypada na miesiące od września do kwietnia. Lokalną osobliwością jest gorący wiatr wschodni autan, sprzyjający przyspieszonemu dojrzewaniu gron jesienią.
W dolinie rzeki Tarn w całości pod winorośl zajęte są tylko najlepsze gliniasto-wapienne południowo-wschodnie zbocza na skraju doliny (Premières Côtes). Z Premières Côtes pochodzą nie tylko najlepsze wina białe, ale także charakterystyczne, pełne i aromatyczne wina czerwone. W tej okolicy winogrona dojrzewają nawet dwa tygodnie wcześniej niż na wyżej położonym płaskowyżu wokół Cordes, na północ od Gaillac. Na tamtejszym wapiennym podłożu powstają aromatyczne i pełne finezji wina białe i czerwone. Kolejny podregion stanowią piaszczysto-żwirowe tereny na lewym brzegu (rive gauche) Tarn, dające surowiec na zdolne do dłuższego starzenia wina czerwone. Uprawa winorośli w okolicy Cunac, na wschód od miasta Albi ma charakter marginalny.

## Szczepy winorośli i wina
W Gaillac, podobnie jak w większości regionów winiarskich francuskiego Południowego Zachodu duże znaczenie mają odmiany regionalne. Należą do nich czerwone duras i braucol, bardziej znany pod nazwą fer servadou oraz białe mauzac i len de l’el. Na większą skalę uprawia się również odmiany bordoskie: sauvignon blanc, cabernet sauvignon, cabernet franc i merlot, a także śródziemnomorskiego syraha i gamay. Winnice obsadzone lokalną odmianą ondenc niemal zanikły.

### Wina białe
Len de l’el, uprawiany tylko w regionie Gaillac, jest przerabiany przeważnie na wino wytrawne, często w połączeniu z sauvignon blanc. Daje także bardzo dobre wina produkowane z jagód z opóźnionego zbioru (jak w niemieckim auslese). Wina są aromatyczne i nie nadają się do dłuższego leżakowania ze względu na ograniczoną kwasowość. Lekkie, wytrawne wino z niewielką zawartością dwutlenku węgla oznacza się jako Gaillac Perlé. Nazwa pochodzi od powoli wznoszących się bąbelków.
Najbardziej wyrazistą z regionalnych odmian winorośli na białe wino jest mauzac. Wina są ekstraktywne, o bogatym aromacie, przede wszystkim skórki jabłka. Winogrona w najstarszych winnicach bywają zbierane już jako przejrzałe. Grona są podsuszane nie przez szlachetną pleśń Botrytis cinerea, jak w innych regionach, ale przez jesienny wiatr autan.
Winogrona na wytrawne białe wina są zrywane zwykle jeszcze przed osiągnięciem dojrzałości, w przeciwnym razie kwasowość mógłaby osiągnąć zbyt niski poziom. Konieczna jest jednak wtedy szaptalizacja, by osiągnąć pożądany poziom 12% alkoholu w winie. Proces ten nie jest potrzebny w przypadku win z podsuszanych winogron, gdyż podsuszanie koncentruje kwasy.

#### Gaillac Premières Côtes
Centrum regionu winiarskiego, „pierwsze wzgórza” (Premières Côtes) prawego brzegu Tarn uzyskały osobną, choć rzadko wykorzystywaną przez winiarzy apelację na białe wina. Wymagania jakościowe są nieco wyższe: poziom cukru w gronach musi odpowiadać 11% alkoholu, a wydajność została ograniczona do jedynie 45 hl/ha, w porównaniu do 60 hl/ha w podstawowej apelacji AOC Gaillac. Wina oznaczone apelacją Gaillac Premières Côtes są zawsze dobrze zbudowane i nadają się do starzenia.

### Wina musujące
Szczep len de l'el jest podstawowym używanym do produkcji win musujących, coraz częściej wytwarzanych według tzw. méthode gaillaçoise zwaną też ancestrale. W przeciwieństwie do metody szampańskiej (tradycyjnej), przed butelkowaniem wina nie dodaje się cukru i przelewa się je jeszcze przed zakończeniem fermentacji, by mogła odbywać się dalej w butelce. Powstałe wino cechuje się delikatną owocową słodyczą.

### Wina czerwone
Z wyjątkiem produkowanych z beaujolais'kiej odmiany gamay win typu primeur (sprzedawanych jeszcze w roku zbiorów) wyróżnić można dwa rodzaje czerwonych win produkowanych w regionie Gaillac. W pierwszym z nich przeważają winogrona odmiany duras, dające silne owocowe wina z pieprzową nutą, które często kupażuje się z bogatszym w taniny szczepem syrah. Optymalny kształt takie wino nabiera w ciągu 3-6 lat.
Inną charakterystykę mają wina, w których przeważa odmiana braucol (szerzej znana jako fer albo fer servadou), spokrewniona z cabernetami. Jest bogata w garbniki, co predestynuje ją do starzenia w beczkach barrique. Wielu winiarzy jednak nie decyduje się na taki krok, w obawie przed utratą typowej charakterystyki odmiany. Tradycyjnie braucol miesza się z syrahem i merlotem, a także z durasem albo cabernetami. Owocowy aromat wzbogaca głęboką strukturę tanin. Wina te potrzebują czasu, przynajmniej cztery lata, ale niektóre z nich powinno się otwierać nawet dopiero po dziesięciu latach.
Z produkcją wina czerwonego wiąże się wytwarzanie wina różowego. Powstaje z gron z najmłodszych winnic, dostarczających surowca na lekkie i bardziej owocowe wina. Inną metodą produkcji jest proces saignée („wykrwawiania”), polegający na odlaniu 10-15% soku z kadzi na wczesnym etapie fermentacji i fermentowanie go osobno. Taki proces zwiększa stosunek skórek do moszczu wina czerwonego, co sprzyja koncentracji jego aromatów i koloru.

### Wina regionalne
W departamencie Tarn winnice zajmują ponad 7000 ha. Tylko z części winogron powstają wina AOC Gaillac. Większość jest przetwarzana na wina regionalne (vin de pays, IGP, w tym przypadku: Vin de Pays des Côtes du Tarn) i stołowe. Ograniczenia wydajności upraw są dużo mniejsze niż w przypadku AOC Gaillac, ponadto dozwolony jest szerszy wachlarz odmian, w tym plenne jurançon noir i portugais bleu i nietypowy dla tego regionu szczep chardonnay.

## Historia

### Od starożytności do XX wieku
W regionie Gaillac, który niegdyś należał do rzymskiej prowincji Gallia Narbonensis, winorośl uprawiano już w latach przed naszą erą.
W średniowieczu impulsem do odnowy winnic w regionie stało się założenie opactwa Saint-Michel nad rzeką Tarn, wokół którego wyrosło miasto Gaillac. W zależności od gustów konsumentów przeważała uprawa winorośli o białych albo czerwonych skórkach.
Aż do początku XIX wieku wino gaillac, transportowane w dół Tarn i Garonny służyło do polepszania podówczas słabych win bordoskich. W 1865 na zlecenie ministra rolnictwa, Armanda Béhica dr Jules Guyot prowadził badania nad miejscowymi winnicami (Sur la viticulture du centre sud de la France), a ich wyniki zrewolucjonizowały uprawę winorośli w całej Francji (tzw. metoda Guyota). W 1879 winnice spustoszyła filoksera.
Wzrastająca podaż mocniejszego czerwonego wina z basenu Morza Śródziemnego, w tym Algierii skłoniła winogrodników do przestawienia się na uprawę białych szczepów winorośli, z których tłoczono przede wszystkim słodkie białe wino, cieszące się dobrą reputacją aż do II wojny światowej. W 1938 ustanowiono apelację Gaillac, która początkowo obejmowała jedynie białe wina. Jeszcze w 1960 białe odmiany zajmowały 71% winnic. W 1990 już 58% obszaru upraw było zajęte pod winorośl o ciemnej skórce, a przy okazji zastępowano plenne odmiany jurançon noir i blauer portugieser szczepami o wyższej jakości. Katalizatorem zmian było objęcie w 1970 apelacją również win czerwonych i różowych.

### XXI wiek
Winiarstwo w regionie Gaillac nadal przeżywa przełomową fazę, naznaczoną specjalizacją i indywidualizacją. Jeszcze w latach 80. XX wieku spółdzielnie winiarskie miały niemal monopol na produkcję wina. Jedynie garstka winiarzy sprzedawała swoje wyroby samodzielnie. Dla wielu zakładów wytwórstwo wina było działalnością poboczną. Wzrastający popyt na wina wysokiej jakości sprawił, że niektórzy wytwórcy zdecydowali się skupić na samej produkcji winiarskiej. Dążenie ku wyższej jakości pociągnęło za sobą konieczność ograniczenia zbiorów, co było nieopłacalne w przypadku sprzedaży wyrobu do spółdzielni i skłaniało ku samodzielności. Na początku XXI wieku na obszarze regionu istniało ponad 100 samodzielnych winnic, wśród których przeważały rodzinne majątki między 15 a 50 ha. Tradycjonaliści konkurują z winiarzami skłonnymi do eksperymentów i poddającymi się międzynarodowemu stylowi wina.

## Wydarzenia kulturalne
Co roku w pierwszy weekend sierpnia odbywa się jarmark Fête des Vins (Święto win), na którym winiarze prezentują swoje wyroby. Obchody towarzyszą także wypuszczeniu na rynek pierwszego w danym roku wina primeur.
W Gaillac założono także towarzystwo winiarskie Ordre de la Dive Bouteille (Zakon Boskiej Butelki), które zebrało się po raz pierwszy w 1952. Nazwa nawiązuje do twórczości poety, François Rabelais'go. Tradycja podobnych stowarzyszeń w regionie sięga dawnych czasów - dokumenty świadczą, że już w 1529 roku istniała w Gaillac Companha de la Poda, co czyni je najstarszym stowarzyszeniem miłośników wina we Francji.